# Macroderes dubius
Macroderes dubius là một loài bọ cánh cứng trong họ Bọ hung (Scarabaeidae).